# Radu Bălan
Radu Bălan (* 24. Mai 1936 in Căzănești, Kreis Ialomița, Rumänien; † 14. Februar 1995 in Timișoara) war ein rumänischer Politiker und Bürgermeister der Stadt Timișoara.

## Leben
Bălan absolvierte die Technische Bergbauschule in Lupeni. Von 1954 bis 1960 arbeitete er als Meister in den Kohlegruben im Schiltal und später in Caransebeș. In der Zeitspanne von 1963 bis 1972 war er Generalsekretär der Jugendorganisation der Rumänischen Kommunistischen Partei (UTC) im Banat und im Kreis Timiș.
Bălan studierte Wirtschaftswissenschaften in Bukarest und war von 1978 bis 1981 Bürgermeister von Timișoara.
In der Zeitspanne von 1981 bis 1987 war er Generalsekretär der Rumänischen Kommunistischen Partei des Kreiskomitees Hunedoara.
Kurz vor der rumänischen Revolution von 1989 wurde er zum Generalsekretär der Rumänischen Kommunistischen Partei des Kreiskomitees Timiș gewählt.
Am 22. Dezember 1989 feierte die auf dem Opernplatz versammelte Menge wie auch die Lokalpresse Bălan als Leader der Revolution.
Nach der politischen Wende wurde er jedoch für die blutige Niederschlagung der Revolution in Timișoara verantwortlich gemacht. Bălan wurde zu 23 Jahren Gefängnis verurteilt. Er starb am 14. Februar 1995 an Krebs und wurde am 16. Februar auf dem Friedhof an der Lipovaer Straße beigesetzt.